# Aksubajewo
Aksubajewo – osiedle typu miejskiego w Rosji, w Tatarstanie. W 2010 roku liczyło 10 008 mieszkańców.